# Michelle Paver
Œuvres principales
- Chroniques des temps obscurs

Michelle Paver, née le 7 septembre 1960 à Blantyre au Malawi, est une écrivaine britannique.

## Biographie
Michelle Paver est née le 7 septembre 1960 au Malawi d'une mère belge et d'un père sud-africain. Celui-ci, journaliste, dirigeait le Nyasaland Time, un journal local.
La famille a déménagé au Royaume-Uni alors que Michelle avait trois ans pour s'installer à Wimbledon, où Michelle Paver a grandi. 
Elle a plus tard étudié à l'Université d'Oxford, au Lady Margaret Hall. Après y avoir obtenu un diplôme de biochimie, elle a exercé la profession d'avocat dans une firme de la City à Londres.
La mort de son père en 1996 l'a incitée à prendre un congé d'une année, pendant lequel elle a voyagé en France et aux Amériques, et a écrit son premier livre, Without Charity. Elle a démissionné de son poste peu après son retour afin de se consacrer pleinement à l’écriture.
Après Jamaïca et L’Orchidée sauvage, Une femme de caractère clôt la trilogie publiée chez Belfond. Michelle Paver écrit désormais pour la jeunesse avec les Chroniques des temps obscurs et Le Temps des héros.

## Œuvre

### Daughters of Eden
1. Jamaïca, Belfond, 2004 ((en) The Shadow Catcher, 2003)
2. L'Orchidée sauvage, Belfond, 2006 ((en) Fever Hill, 2004)
3. Une femme de caractère, Belfond, 2006 ((en) The Serpent's Tooth, 2005)

### Chroniques des temps obscurs
1. Frère de Loup, Hachette, 2005 ((en) Wolf Brother, 2004)
2. Fils de l'eau, Hachette, 2006 ((en) Spirit Walker, 2005)
3. Les Mangeurs d'âme, Hachette, 2007 ((en) Soul Eater, 2006)
4. Le Banni, Hachette, 2008 ((en) Outcast, 2007)
5. Le Serment, Hachette, 2009 ((en) Oath Breaker, 2008)
6. Chasseur de fantômes, Hachette, 2010 ((en) Ghost Hunter, 2009)

### Le Temps des héros
1. Le Feu bleu, Hachette Jeunesse, coll. « Black Moon », 2012 ((en) Gods and Warriors, 2012)Réédité sous le titre Le Dauphin d'Hylas aux éditions Le Livre de poche en 2013
2. Le Lion de Thalakrea, Hachette Jeunesse, coll. « Black Moon », 2013 ((en) The Burning Shadow, 2013)
3. (en) The Eye of the Falcon, 2014
4. (en) The Crocodile Tomb, 2015
5. (en) Warrior Bronze, 2016

### Roman indépendant
- 40 jours de nuit, Hachette Jeunesse, coll. « Black Moon », 2012 ((en) Dark Matter, 2010)Prix Masterton du meilleur roman étranger 2013